# Raphaela Lukudo
Raphaela Boaheng Lukudo (Aversa, 29 luglio 1994) è una velocista italiana, specializzata nei 400 metri piani.
Con la staffetta 4×400 metri è stata finalista con primato nazionale ai Mondiali indoor di Birmingham 2018, vincitrice ai Giochi del Mediterraneo di Tarragona 2018 e finalista sia agli Europei di Berlino 2018 che agli Europei juniores di Rieti 2013

## Biografia
Nata ad Aversa in Italia da genitori sudanesi, ha cominciato a praticare l'atletica leggera all'età di 12 anni (categoria Ragazze) nel 2006 con il Mollificio Modenese Cittadella restandoci fino al 2014. A partire dal 2015 gareggia per l'Esercito.
Esordisce nei campionati nazionali durante il biennio fra le cadette 2008-2009, come finalista sia nella corsa campestre che nelle prove multiple. Durante il biennio da allieva 2010-2011 ha vinto tre medaglie ai campionati italiani under 18: argento sui 400 m hs ed oro con la 4 × 400 m (2010), argento sui 60 m hs (2011).
Nel 2011 in Francia ha preso parte ai Mondiali allievi di Lilla: semifinale sui 400 m e batteria nella staffetta svedese. Al Festival olimpico della gioventù europea di Trebisonda in Turchia ha terminato sesta sia nei 400 m hs che con la 4 × 100 m.
Nel biennio da juniores 2012-2013 ai campionati italiani di categoria si è laureata vicecampionessa nei 400 m hs a Misano Adriatico 2012, finendo a sette centesimi dalla vincitrice Laura Oberto (1'02"03 contro 1'02"10). Nel 2013 ha terminato quinta con la staffetta 4 × 400 m agli Europei juniores di Rieti.
Al suo primo anno nella categoria promesse, si laurea a Rieti campionessa italiana under 23 nei 400 m hs (vincendo in 59”46 con oltre 2" sulla seconda, Clarissa Pelizzola 1'01"73); agli assoluti di Rovereto vince la sua prima medaglia tra le seniores col bronzo sempre nei 400 m hs. Durante la stagione indoor dello stesso anno si laurea vicecampionessa nazionale promesse indoor sui 400 m e poi vince il suo primo titolo italiano assoluto con la staffetta 4 × 200 m (fuori in batteria nei 400 m).
Nel corso del 2016 vince due titoli italiani in staffetta, agli assoluti indoor di Ancona con la 4 × 200 m (4ª nei 400 m a nove centesimi dal bronzo di Marta Milani) ed a quelli di Rieti con la 4 × 400 m (8ª nei 400 m); inoltre si laurea due volte vicecampionessa nazionale promesse nei 400 m (sia outdoor che indoor).
Nel 2017 contribuisce alla doppietta di titoli nazionali assoluti in staffetta, vincendo con la 4 × 200 m agli assoluti indoor di Ancona (fuori in batteria nei 400 m) ed anche con la 4 × 400 m agli assoluti di Trieste (bronzo nei 400 m).
Il 25 giugno del 2017 ha esordito con la Nazionale seniores nella Super League degli Europei a squadre tenutisi in Francia a Lilla): ha corso in prima frazione (al posto di Maria Benedicta Chigbolu), poi si sono succedute Marzia Caravelli, Gloria Hooper e Maria Enrica Spacca, chiudendo al sesto posto complessivo dopo entrambe le serie.
Nel mese d'agosto è stata presente come riserva della staffetta 4×400 metri (al pari di Marzia Caravelli) ai Mondiali di Londra (Regno Unito).
Il 18 febbraio 2018 si laurea campionessa italiana assoluta indoor nei 400 m (col nuovo primato personale indoor) battendo allo sprint la campionessa uscente, Ayomide Folorunso; nel mese di marzo prende parte nel Regno Unito ai Mondiali indoor di Birmingham: nella prova individuale sui 400 m migliora nuovamente in stagione il personale in batteria e poi esce in semifinale; invece con la staffetta 4 × 400 m accede in finale nella quale termina quinta contribuendo a realizzare il nuovo record italiano (3'31"55, Raphaela Lukudo, Ayomide Folorunso, Chiara Bazzoni e Maria Enrica Spacca) che migliora il precedente (3'31"99) stabilito sempre ai Mondiali indoor di Sopot 2014 da Maria Enrica Spacca, Elena Bonfanti, Marta Milani e Chiara Bazzoni.
Il 30 giugno ha contribuito alla vittoria della staffetta 4×400 metri ai Giochi del Mediterraneo di Tarragona (Spagna). Nel mese d'agosto conclude quinta in Germania con la staffetta 4×400 m agli Europei di Berlino.
L'8 settembre a Pescara diventa per la prima volta in carriera campionessa italiana assoluta all'aperto nei 400 m (vincitrice anche con la staffetta 4 × 400 m) facendo quindi l'accoppiata indoor-outdoor nello stesso anno di titoli nazionali assoluti nel giro di pista.
Col personale di 52"98 nei 400 metri indoor, è la sesta italiana all time indoor. È la sesta miglior italiana anche fra le under 23 nei 400 metri con un personale di categoria di 53"17..
Dal 2010 al 2018 il primato personale nei 400 metri l'ha portato da 57"80 (2010) a 52"38 (2018), con un miglioramento quindi pari a 6"42. È sempre presente in tre attuali record italiani seniores di staffetta, stabiliti uno all'anno (dal 2016 al 2018), correndo ogni volta come prima frazionista; così come accaduto anche in occasione del suo esordio con la Nazionale assoluta negli Europei a squadre di Lilla 2017.
Dai Mondiali allievi di Lilla 2011 agli Europei di Berlino 2018, in 8 diverse rassegne internazionali in cui è stata presente (riserva in batteria ai Mondiali di Londra 2017), ha sempre corso almeno come frazionista di staffetta.  
La pista di Villeneuve-d'Ascq a Lilla l'ha vista esordire sia in maglia azzurra in una manifestazione internazionale giovanile (Mondiali allievi 2011) che con la Nazionale assoluta in una rassegna continentale seniores (Europei a squadre 2017).
Durante le stagioni comprese tra il 2015 ed il 2018, ha terminato sempre nella top ten italiana dei 400 metri sia outdoor che indoor: quarta 2017, quinta 2018, settima 2016 e decima 2015 (outdoor); seconda 2018, quinta 2016 e sesta 2017 (indoor).
In carriera ha già vinto 10 titoli italiani in 4 specialità diverse (400 metri, 400 metri ostacoli, staffetta 4×400 metri e 4×200 metri indoor). La sua allenatrice è Marta Oliva.

## Record nazionali
Seniores
- Staffetta 4×200 metri indoor (società): 1'36"21 ( Ancona, 19 febbraio 2017), (Raphaela Lukudo, Maria Benedicta Chigbolu, Chiara Bazzoni, Irene Siragusa)[4]
- Staffetta 4×400 metri indoor: 3'31"55 ( Birmingham, 4 marzo 2018), (Raphaela Lukudo, Ayomide Folorunso, Chiara Bazzoni, Maria Enrica Spacca)[5]
- Staffetta 4×400 metri (società): 3'32"50 ( Rieti, 26 giugno 2016), (Raphaela Lukudo, Marta Milani, Irene Baldessari, Maria Benedicta Chigbolu)[6]

## Progressione

### 400 metri piani
| Stagione | Tempo | Luogo     | Data      | Rank. Mond. |
| -------- | ----- | --------- | --------- | ----------- |
| 2018     | 52"38 | Pescara   | 8-9-2018  |             |
| 2017     | 53"03 | Trieste   | 1-7-2017  |             |
| 2016     | 53"17 | Orvieto   | 26-5-2016 |             |
| 2015     | 53"74 | Modena    | 9-5-2015  |             |
| 2014     | 54"95 | Imola     | 28-6-2014 |             |
| 2013     | 55"63 | Modena    | 7-9-2013  |             |
| 2012     | 57"19 | Imola     | 6-6-2012  |             |
| 2011     | 56"16 | Modena    | 25-4-2011 |             |
| 2010     | 57"80 | Comacchio | 25-9-2010 |             |

### 400 metri piani indoor
| Stagione | Tempo | Luogo      | Data      | Rank. Mond. |
| -------- | ----- | ---------- | --------- | ----------- |
| 2019     | 52"48 | Glasgow    | 2-3-2019  |             |
| 2018     | 52"98 | Birmingham | 2-3-2018  |             |
| 2017     | 53"97 | Ancona     | 15-1-2017 |             |
| 2016     | 54"06 | Ancona     | 6-3-2016  |             |
| 2015     | 55"19 | Ancona     | 8-2-2015  |             |

## Palmarès
| Anno | Manifestazione          | Sede       | Evento          | Risultato  | Prestazione | Note                                     |
| ---- | ----------------------- | ---------- | --------------- | ---------- | ----------- | ---------------------------------------- |
| 2011 | Mondiali U18            | Lilla      | 400 m piani     | Semifinale | 56"46       | [ 7 ]                                    |
| 2011 | Mondiali U18            | Lilla      | Svedese         | Batteria   | 2'10"83     | [ 8 ]                                    |
| 2013 | Europei U20             | Rieti      | 4 × 400 m       | 5ª         | 3'37"61     | [ 9 ]                                    |
| 2017 | Mondiali                | Londra     | 4 × 400 m       | Batteria   | 3'27"81     | [ 10 ]                                   |
| 2018 | Mondiali indoor         | Birmingham | 400 m piani     | Semifinale | 53"18       | [ 11 ]                                   |
| 2018 | Mondiali indoor         | Birmingham | 4 × 400 m       | 5ª         | 3'31"55     | [ 12 ]                                   |
| 2018 | Giochi del Mediterraneo | Tarragona  | 4 × 400 m       | Oro        | 3'28"08     | [ 13 ]                                   |
| 2018 | Europei                 | Berlino    | 4 × 400 m       | 5ª         | 3'28"62     | [ 14 ]                                   |
| 2019 | Europei indoor          | Glasgow    | 400 m piani     | 5ª         | 52"48       | Miglior prestazione personale            |
| 2019 | Europei indoor          | Glasgow    | 4 × 400 m       | Bronzo     | 3'31"90     |                                          |
| 2019 | World Relays            | Yokohama   | 4 × 400 m       | Bronzo     | 3'27"74     | Miglior prestazione personale stagionale |
| 2019 | World Relays            | Yokohama   | 4 × 400 m mista | 4ª         | 3'20"28     |                                          |
| 2019 | Mondiali                | Doha       | 4 × 400 m       | Batteria   | 3'27"57     |                                          |
| 2019 | Mondiali                | Doha       | 4 × 400 m mista | Batteria   | 3'16"52     |                                          |
| 2021 | World Relays            | Chorzów    | 4 × 400 m       | 5ª         | 3'32"69     |                                          |
| 2022 | Giochi del Mediterraneo | Orano      | 400 m piani     | 4ª         | 53"37       |                                          |
| 2022 | Giochi del Mediterraneo | Orano      | 4 × 400 m       | Oro        | 3'29"93     |                                          |
| 2022 | Europei                 | Monaco     | 4x400 m         | Batteria   | 3'28"14     |                                          |
| 2023 | Europei indoor          | Turchia    | 400 m piani     | Batteria   | 53"30       |                                          |

## Campionati nazionali
- 1 volta campionessa nazionale assoluta dei 400 m piani (2018)
- 2 volte campionessa nazionale assoluta indoor dei 400 m piani (2018, 2019)
- 3 volte campionessa nazionale assoluta della staffetta 4 × 400 m (2016, 2017, 2018)
- 3 volte campionessa nazionale assoluta indoor della staffetta 4 × 200 m (2015, 2016, 2017)
- 1 volta campionessa nazionale promesse dei 400 m ostacoli (2014)
- 1 volta campionessa nazionale allieve della staffetta 4 × 400 m (2010)

2008
- 58ª ai campionati italiani di corsa campestre cadetti (Carpi), 2,100 km - 7'58"[15]
- 8ª ai campionati italiani cadetti (Roma), pentathlon - 3 532 p.[16]

2009
- 80ª ai campionati italiani di corsa campestre cadetti (Porto Potenza Picena), 1,980 km - 8'09"[17]
- 4ª ai campionati italiani cadetti (Desenzano del Garda), pentathlon - 3 664 p.[18]

2010
- Argento ai campionati italiani allievi (Rieti), 400 m hs - 1'02"89[19]
- Oro ai campionati italiani allievi (Rieti), 4 × 400 m - 3'58"46[20]

2011
- Argento ai campionati italiani allievi indoor (Ancona), 60 m hs - 8"86[21]

2012
- Argento ai campionati italiani juniores (Misano Adriatico), 400 m hs - 1'02"10[22]
- 4ª ai campionati italiani juniores (Misano Adriatico), 4 × 400 m - 4'08"83[23]

2013
- 4ª ai campionati italiani juniores (Rieti), 400 m piani - 56"19[24]
- 7ª ai campionati italiani juniores (Rieti), 4 × 400 m - 4'08"19[25]

2014
- Oro ai campionati italiani promesse (Torino), 400 m hs - 59"46[26]
- Bronzo ai campionati italiani assoluti (Rovereto), 400 m hs - 58"68[27]

2015
- Argento ai campionati italiani promesse indoor (Ancona), 400 m piani - 55"19 [28]
- In batteria ai campionati italiani assoluti indoor (Padova), 400 m piani - 55"76[29]
- Oro ai campionati italiani assoluti indoor (Padova), 4 × 200 m - 1'37"80[30]
- 4ª ai campionati italiani promesse (Rieti), 400 m hs - 1'00"87[31]

2016
- Argento ai campionati italiani promesse indoor (Ancona), 400 m piani - 54"25[32]
- 4ª ai campionati italiani assoluti indoor (Ancona), 400 m piani - 54"06 [33]
- Oro ai campionati italiani assoluti indoor (Ancona), 4 × 200 m - 1'38"01[34]
- Argento ai campionati italiani promesse (Bressanone), 400 m piani - 54"66[35]
- 8ª ai campionati italiani assoluti (Rieti), 400 m piani - 54"38[36]
- Oro ai campionati italiani assoluti (Rieti), 4 × 400 m - 3'32"50[37]

2017
- In batteria ai campionati italiani assoluti indoor (Ancona), 400 m piani - 54"66[38]
- Oro ai campionati italiani assoluti indoor (Ancona), 4 × 200 m - 1'36"21 [39]
- Bronzo ai campionati italiani assoluti (Trieste), 400 m piani - 53"03 [40]
- Oro ai campionati italiani assoluti (Trieste), 4 × 400 m - 3'34"98[41]

2018
- Oro ai campionati italiani assoluti indoor (Ancona), 400 m piani - 53"08[42]
- In finale ai campionati italiani assoluti indoor (Ancona), 4 × 200 m - dq[43]
- Oro ai campionati italiani assoluti (Pescara), 400 m piani - 52"38 [44]
- Oro ai campionati italiani assoluti (Pescara), 4 × 400 m - 3'37"16[45]

2019
- Oro ai campionati italiani assoluti indoor (Ancona), 400 m piani - 53"14

2020
- Argento ai campionati italiani assoluti indoor (Ancona), 400 m piani - 53"79
- Bronzo ai campionati italiani assoluti (Padova), 400 m piani - 52"95
- Oro ai campionati italiani assoluti (Padova), 4 × 400 m - 3'34"80

2021
- 6ª ai campionati italiani assoluti indoor (Ancona), 400 m piani - 54"03
- Oro ai campionati italiani assoluti indoor (Ancona), 4x2 giri - 3'38"42 (in squadra con Mangione, Cavalleri e Milani)
- Bronzo ai campionati italiani assoluti (Rovereto), 400 m piani - 52"95

2022
- 4ª ai campionati italiani assoluti indoor (Ancona), 400 m piani - 53"98
- 4ª ai campionati italiani assoluti (Rieti), 400 m piani - 52"77

2023
- 5ª ai campionati italiani assoluti indoor (Ancona), 400 m piani - 53"30

2025
- Bronzo ai campionati italiani assoluti (Caorle), 4x400 m - 3'44"46

## Altre competizioni internazionali
2011
- 6ª al Festival olimpico della gioventù europea ( Trebisonda), 400 m hs - 1'01"56[46]
- 7ª al Festival olimpico della gioventù europea ( Trebisonda), 4 × 100 m - 47"73[47]

2017
- 6ª nella Super League degli Europei a squadre ( Lilla), 4 × 400 m - 3'29"84 (Raphaela Lukudo, Marzia Caravelli, Gloria Hooper, Maria Enrica Spacca)[48]

2018
- 9ª al Golden Gala Pietro Mennea ( Roma), 400 m piani - 52"80